# فيوليت كورنيليوس
فيوليت كورنيليوس (بالهولندية: Violette Cornelius)‏ هي مقاومة ومصورة هولندية، ولدت في 17 مارس 1919 في سنغافورة، وتوفيت في 23 يناير 1998 في Saint-Maximin-la-Sainte-Baume ‏ في فرنسا.